# Asesinato de Chiara Páez
Chiara Páez (2001- Rufino, 10 de mayo de 2015) fue una adolescente de 14 años asesinada a golpes en la localidad argentina de Rufino, provincia de Santa Fe, en 2015. 
Su cadáver fue localizado en el patio de la casa de su novio, Manuel Mansilla, de 16 años. Chiara estaba embarazada de tres meses y se negó a abortar al hijo de ambos. Manuel Mansilla la presionaba para que lo abortara. Este feminicidio fue el inicio del movimiento Ni una menos que años después se extendió en otros países de América Latina como Uruguay, Chile, Brasil, México y Perú. También en España.
La primera marcha se celebró el 3 de junio de 2015 en ochenta ciudades de Argentina, reclamando justicia para Chiara y denunciando la violencia de género en Argentina. Fue la marcha más multitudinaria contra la violencia de género en la historia de Argentina. El asesino era su novio, Manuel Mansilla, de 16 años, quien fue condenado en septiembre de 2017 a 21 años de cárcel. Los padres y abuelos del condenado siguen encausados en justicia ordinaria.

## Caso

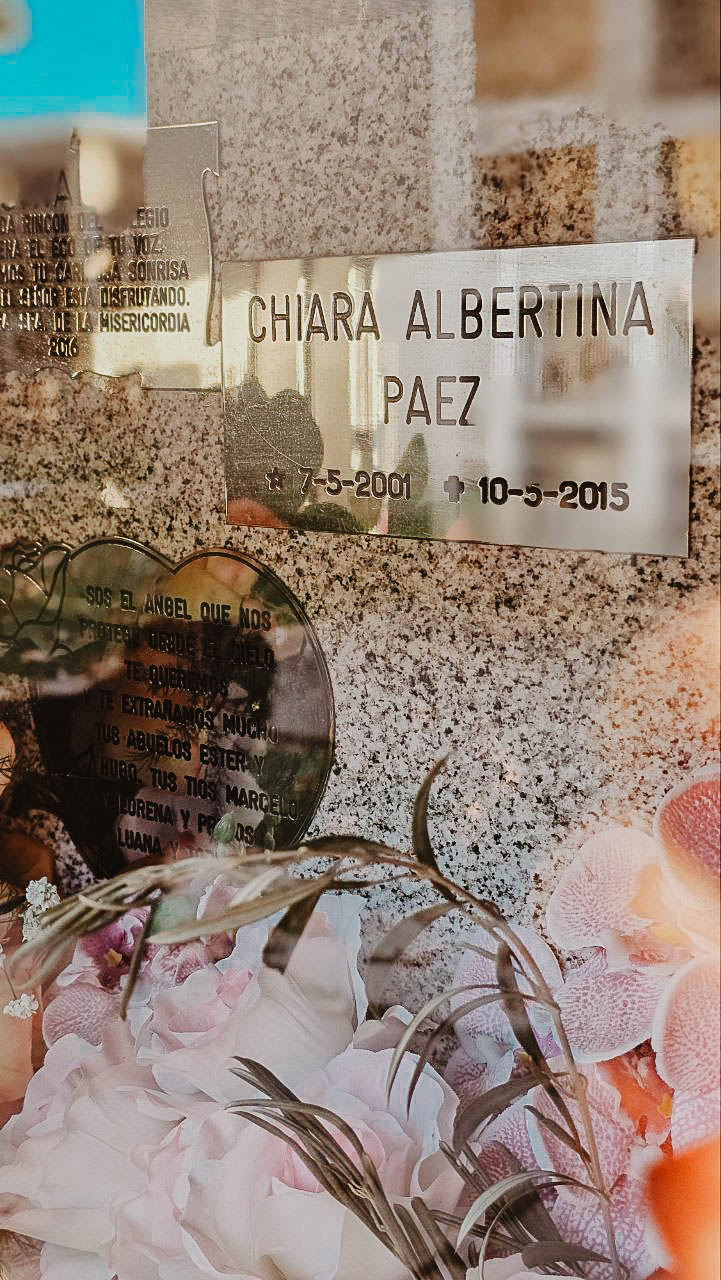
Placa de Chiara Páez en su tumba, cementerio municipal de Rufino

Chiara Páez, adolescente de 14 años, desapareció el 9 de mayo de 2015 tras recibir presión de su novio para que abortara su embarazo y fue asesinada por él. Su cuerpo fue descubierto en casa de los abuelos de su novio, Manuel Mansilla, de 16 años. Fue en la localidad de Rufino, al sur de Santa Fe. El joven asumió la culpabilidad del crimen pero en tres oportunidades se comprobó que mintió en el relato sobre cómo la mató.
Chiara fue vista por última vez el 9 de mayo de 2015 alrededor de la 1.30, en las inmediaciones de la escuela de Educación Técnica N.º 286, cuando iba a encontrarse con unas amigas con las que nunca llegó a encontrarse. Los familiares y amigos, junto con la policía y los bomberos, buscaron a la adolescente por toda la zona el domingo. Mientras se realizaban rastrillajes para dar con su paradero, en la casa de Manuel Mansilla se realizaba un asado, a metros donde estaba enterrada la adolescente. Esos detalles encendieron la ira de los familiares y amigos de la víctima.

### Detención de Manuel Mansilla
A las 21:30 del domingo 10 de mayo, veinte horas después de que se perdiera el rastro de Chiara, se concretó el hallazgo de su cuerpo. Minutos antes, cercado por la investigación, Manuel le confesó el crimen a su padre. El joven le habría contado a su padre que se generó una discusión dentro de la casa y que perdió el control. Su actitud ya había despertado sospechas durante la angustiosa búsqueda del domingo.
Manuel se presentó junto con su padre Rubén Mansilla, sargento de la comisaría de Rufino, al Centro Penal de Justicia, donde confesó haber perpetrado el asesinato y quedó detenido. Manuel era novio de Chiara desde hacía siete meses. También se investigó a Rubén Mansilla por supuesto encubrimiento. Mansilla aseguró que actuó en solitario.

### Localización del cadáver

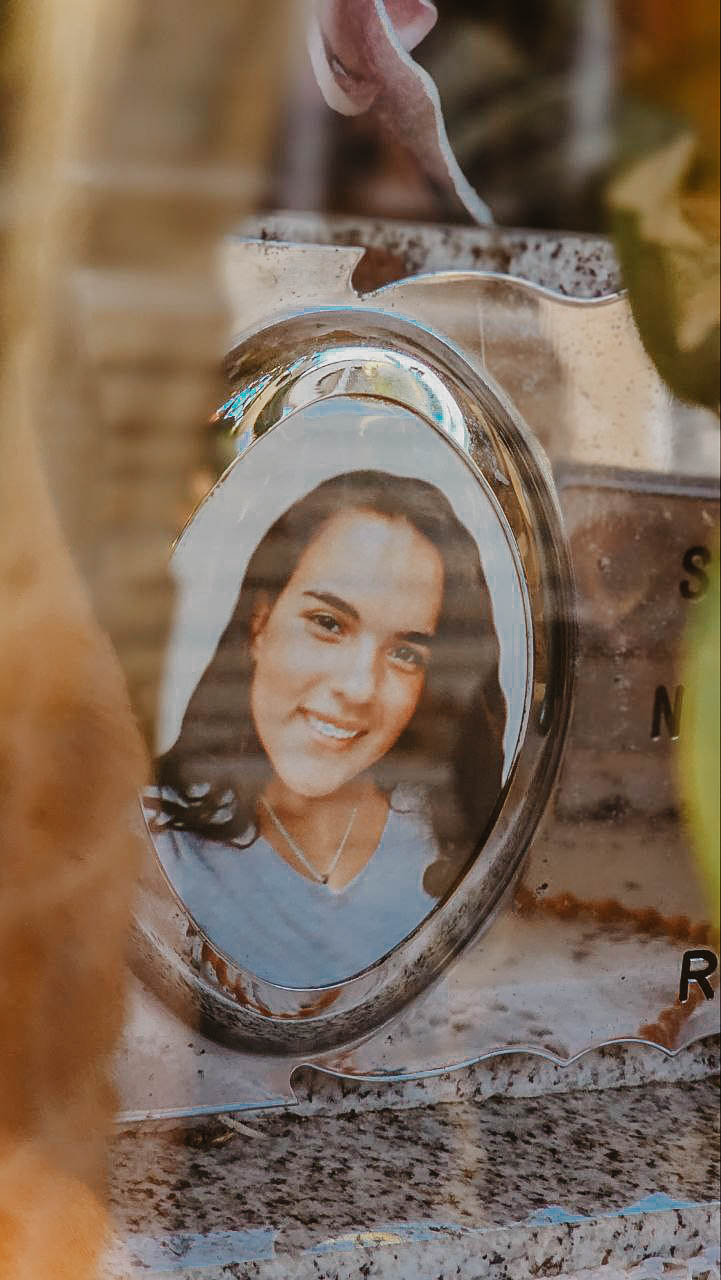

El teléfono móvil de Chiara fue hallado en un descampado, a cuatro cuadras de la casa de Manuel. No tenía batería. Tampoco el chip, que luego fue activado varias veces desde otro celular. "Lo prendían y lo apagaban. Y lo volvían a prender a 20 cuadras de distancia. Querían despistar" explicó el padre de Chiara.
El cadáver fue localizado enterrado en un pozo de un metro de diámetro y 88 centímetros de profundidad. La tierra estaba rastrillada y bien apisonada. El cadáver apareció en posición fetal y Según la autopsia Chiara fue asesinada a golpes. La joven estaba embarazada de tres meses y tenía restos de Oxaprost -antiinflamatorio usado para abortar en su cuerpo.

## Movilización contra el feminicidio

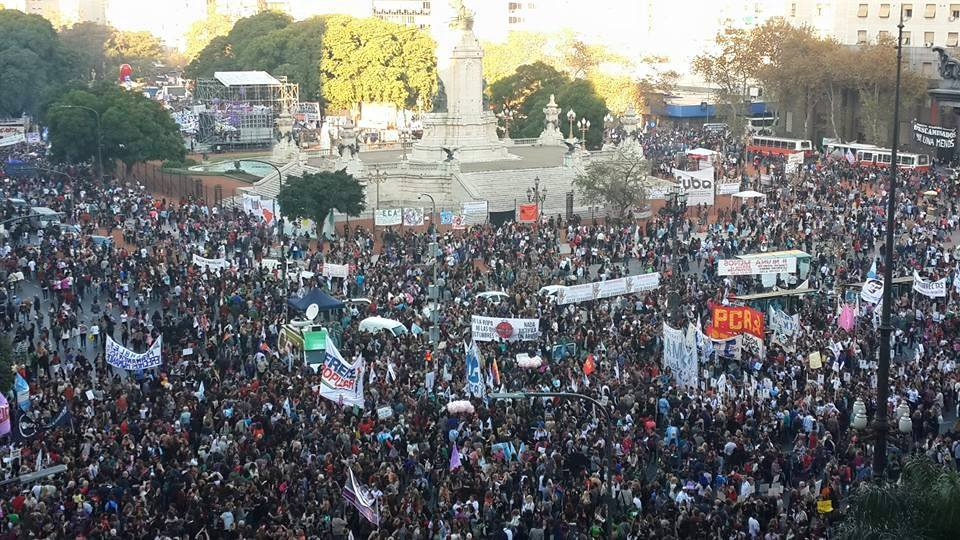
Primera marcha Ni Una Menos 2015 en Buenos Aires

El crimen de Chiara Páez fue el inicio de una movilización sin precedentes en Argentina contra la violencia de género y el feminicidio. Fue el nacimiento del movimiento "Ni una menos" que en poco tiempo se ha extendido en diversos países de América Latina. La marcha denominada Ni Una Menos se realizó por primera vez el 3 de junio de 2015 en ochenta ciudades de Argentina y fue la marcha más multitudinaria en protesta contra la violencia de género en la historia de Argentina.
Entre los años 2015 y 2019 cada 3 de junio se repitieron en Argentina marchas para exigir el fin de todo tipo de violencia contra las mujeres, aborto legal, y manifestarse en contra del gobierno argentino y el FMI.

## Condena de su asesino
El 8 de septiembre de 2017 Manuel Mansilla fue condenado a 21 años de cárcel. El juez de menores Javier Prado sostuvo en su fallo que "Mansilla mató a Páez despreciando su condición de mujer y conociendo su embarazo". La autopsia reveló que tenía restos de un fármaco abortivo en sangre. Prado dio por probado que Chiara murió por la paliza que le propinó su novio "en un contexto de violencia de género" y destacó la falta de arrepentimiento del adolescente.
Si bien el asesino fue declarado culpable, la justicia no le otorgaría los 21 años pactados ya que, al momento del siniestro, era menor de edad. La Corte Suprema de Justicia de Santa Fe ordenó el 27 de diciembre de 2021, revisar la condena y adecuarla al derecho penal juvenil, por lo que la misma podría ser reducida a un máximo de 15 años.
La familia de Chiara reclama que la condena se haga extensiva a los abuelos de Mansilla, la madre y su pareja en la causa que investiga la Justicia ordinaria. La familia de la víctima sostiene que Manuel Mansilla necesitó ayuda para cavar un pozo, arrastrar hasta allí el cadáver de su novia y enterrarlo.

## Consecuencias

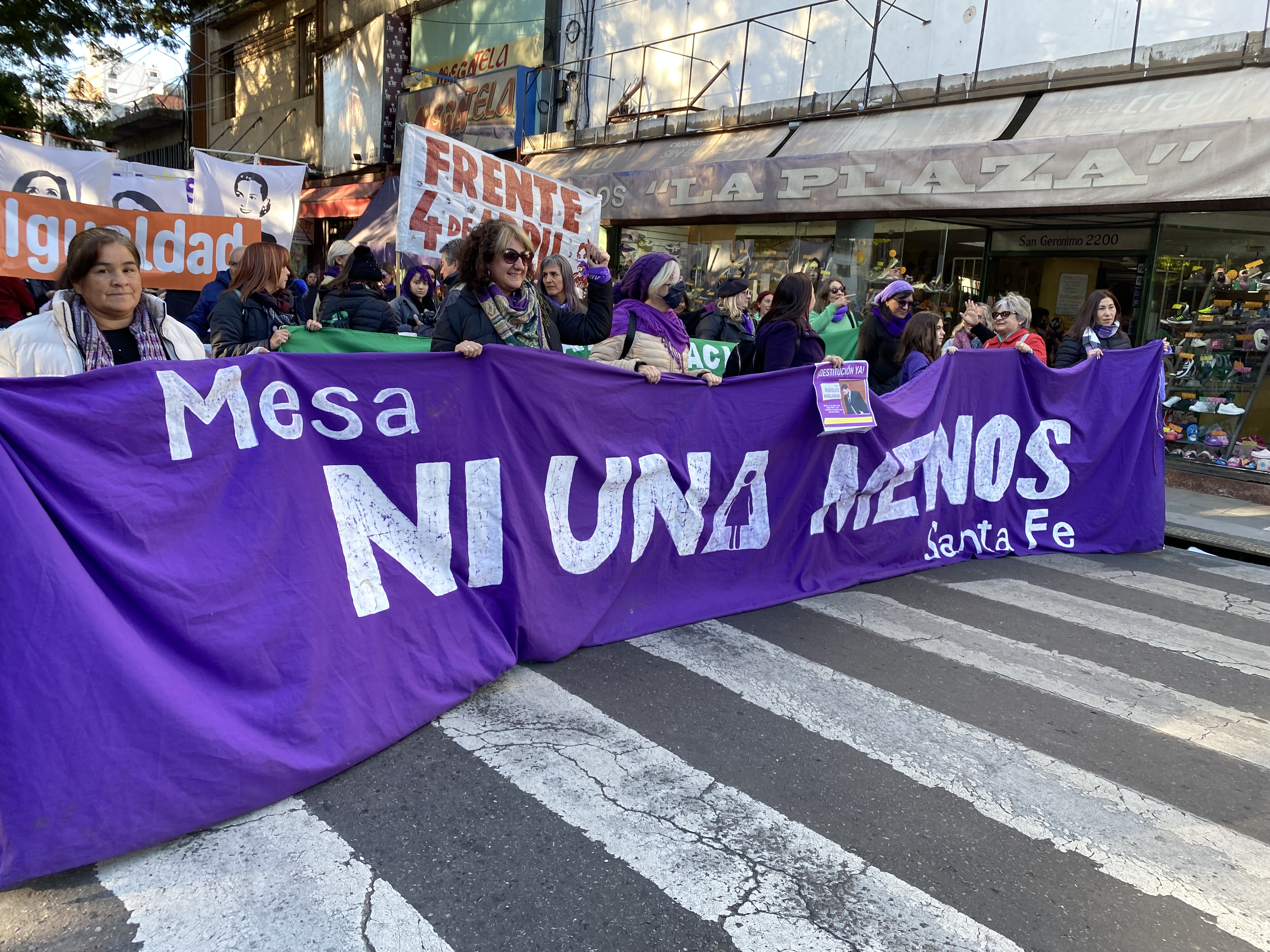

El movimiento "Ni una menos" puso los feminicidios en la agenda política y logró que el estado por primera vez difundiese estadísticas públicas y ampliase mecanismos de prevención y ayuda a las víctimas. El número de víctimas sin embargo no ha disminuido y en 2020 cada 34 horas una mujer es asesinada en Argentina en contextos de violencia de género.